# Chlorek złota(I)
Chlorek złota(I), AuCl – nieorganiczny związek chemiczny z grupy chlorków, sól kwasu solnego i złota.
Łatwo ulega rozkładowi termicznemu. W wodzie dyspropocjonuje na złoto i chlorek złota(III).